# Nuevo Berlín
Nuevo Berlín è un comune dell'Uruguay, situato nel Dipartimento di Río Negro.